# Bürgerinitiative Offene Heide
Bürgerinitiative Offene Heide ist eine Bürgerinitiative, welche sich seit 1994 gegen die militärische Nutzung der Colbitz-Letzlinger Heide engagiert.

## Aktivitäten

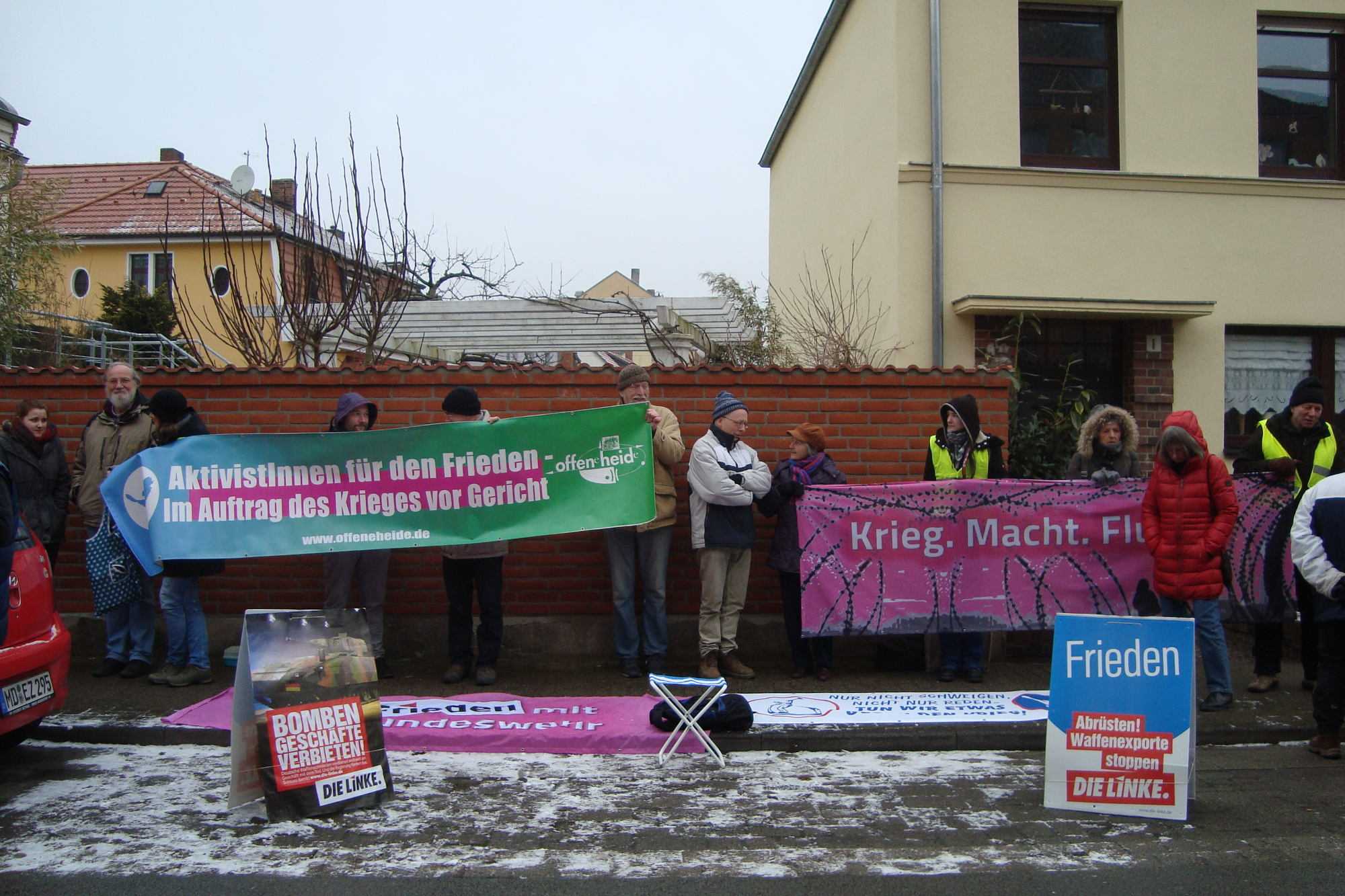
Kundgebung vor dem Amtsgericht in Gardelegen wegen Gerichtsverhandlungen gegen Aktivistinnen der Offenen Heide

Einmal im Monat lädt die Bürgerinitiative zum „Friedensweg“ ein. Auf Wegen um und in der Colbitz-Letzlinger Heide machen sie ihr Anliegen deutlich. Zudem begehen Mitglieder der Initiative regelmäßig Zivilen Ungehorsam, indem sie das militärische Gelände betreten. Die Initiative beteiligt sich außerdem an der Organisation des seit 2011 jährlich stattfindenden „War start’s here“-Camps in Parleib.

## Auszeichnungen
2016 wurde die Initiative mit dem Aachener Friedenspreis ausgezeichnet. Der Laudator Georg Restle betonte in seiner Rede: „Initiativen wie die ‚Offene Heide‘ werden oft belächelt, für naiv gehalten, nicht ernst genommen. Aber so klein diese Initiativen sein mögen, so wichtig sind sie für diese Republik. Weil sie den Geist wach halten, der eben nicht vor einer militärischen Logik kapituliert, die weder im Irak, noch in Afghanistan, noch in Libyen, noch in Syrien Frieden geschaffen hat.“